# Serra do Teixeira
Serra do Teixeira is een van de 23 microregio's van de Braziliaanse deelstaat Paraíba. Zij ligt in de mesoregio Sertão Paraibano en grenst aan de microregio's Itaporanga, Piancó, Patos, Cariri Ocidental en Pajeú (PE). De microregio heeft een oppervlakte van ca. 2.651 km². In 2006 werd het inwoneraantal geschat op 109.759.
Twaalf gemeenten behoren tot deze microregio:
- Água Branca
- Cacimbas
- Desterro
- Imaculada
- Juru
- Manaíra
- Maturéia
- Princesa Isabel
- São José de Princesa
- Tavares
- Teixeira

Mesoregio's: Agreste Paraibano · Borborema · Mata Paraibana · Sertão Paraibano

Microregio's: Brejo Paraibano · Cajazeiras · Campina Grande · Cariri Ocidental · Cariri Oriental · Catolé do Rocha · Curimataú Ocidental · Curimataú Oriental · Esperança · Guarabira · Itabaiana · Itaporanga · João Pessoa · Litoral Norte · Litoral Sul · Patos · Piancó · Sapé · Seridó Ocidental · Seridó Oriental · Serra do Teixeira · Sousa · Umbuzeiro